# Marriammu jezik
Marriammu jezik (ISO 639-3: xru; mareammu), gotovo izumrli novopriznati jezik kojim još govori svega 5 osoba (2006 A. Brown) iz iastoimenog plemena Marriammu na Sjevernom teritoriju u Australiji. Sličan je jeziku maridjabin [zmj] s kojim pripada porodici daly, i unutar koje čini istoimenu skupinu čiji je jedini predstavnik.
Priznat je 18. 7. 2007. Glavno mu je središte katolička domorodačka zajednica Wadeye (Port Keats) i Belyuen, plemenskom području Kardu Diminin aboridžina.